# Maria di Sassonia-Coburgo-Gotha
Maria di Sassonia-Coburgo-Gotha (nome completo Marie Alexandra Victoria Saxe-Coburg and Gotha, Princess of Edinburgh) (Eastwell Park, Kent, 29 ottobre 1875 – Sinaia, 18 luglio 1938) nata principessa di Sassonia-Coburgo-Gotha, duchessa di Sassonia, principessa di Edimburgo e chiamata famigliarmente Missy, divenne regina di Romania come consorte del re Ferdinando I di Romania (1865-1927).

## Biografia

### I primi anni
Maria nacque a Eastwell Park, nel Kent. Era figlia secondogenita del principe Alfredo di Sassonia-Coburgo-Gotha (1844-1900), poi duca di Edimburgo e della principessa Marija Aleksandrovna Romanova (1853-1920), nata già granduchessa di Russia. I suoi nonni paterni erano la regina Vittoria del Regno Unito (1819-1901) e il principe consorte Alberto di Sassonia-Coburgo-Gotha (1819-1861); quelli materni lo zar Alessandro II (1818-1881) e la zarina Maria Aleksandrovna (1824-1880), nata principessa d'Assia e del Reno.
Venne battezzata nella Cappella Privata del Castello di Windsor il 15 dicembre 1875 e suoi padrini furono la zarina e lo zarevic di Russia (sua nonna e zio materni), la duchessa di Sassonia-Coburgo-Gotha (sua prozia paterna), la principessa di Galles (sua zia paterna) ed il duca di Connaught (suo zio paterno).

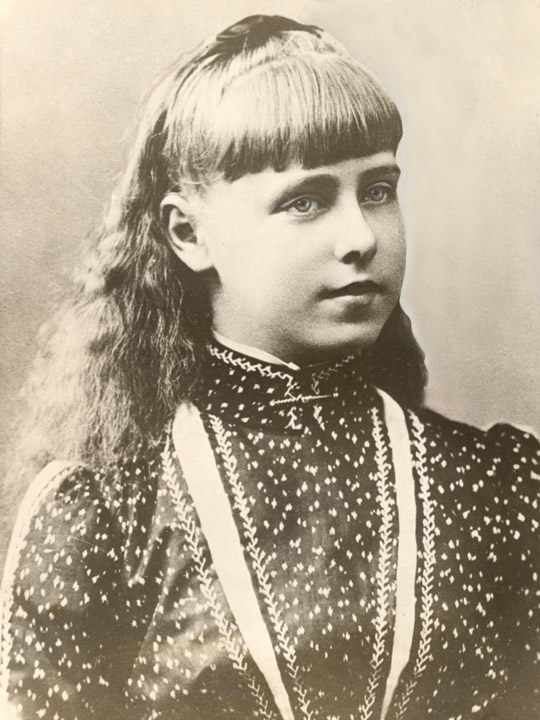
Maria nel 1888.

Essendo il padre un membro della Marina Reale Britannica, Maria trascorse la sua infanzia e la sua gioventù tra l'Inghilterra, l'Isola di Malta e la città di Coburgo. Nel 1885 fu damigella al matrimonio della figlia minore della regina Vittoria, la principessa Beatrice con il principe Enrico di Battenberg.

### Il matrimonio
Durante la propria gioventù, la principessa Maria era considerata una giovane molto attraente e l'ideale per un ottimo matrimonio tra la casata reale inglese e una monarchia europea. Un suo cugino di primo grado, il principe Giorgio di Galles (poi Giorgio V del Regno Unito), si innamorò di lei ancora giovane e le propose addirittura di sposarlo. Il padre di Maria e quello di Giorgio erano concordi su questo matrimonio, ma non erano dello stesso avviso le rispettive madri. La madre di Maria era avversa alla famiglia reale inglese e quella di Giorgio non era favorevole ad accettare parentele tedesche e pertanto l'idea del matrimonio venne archiviata.

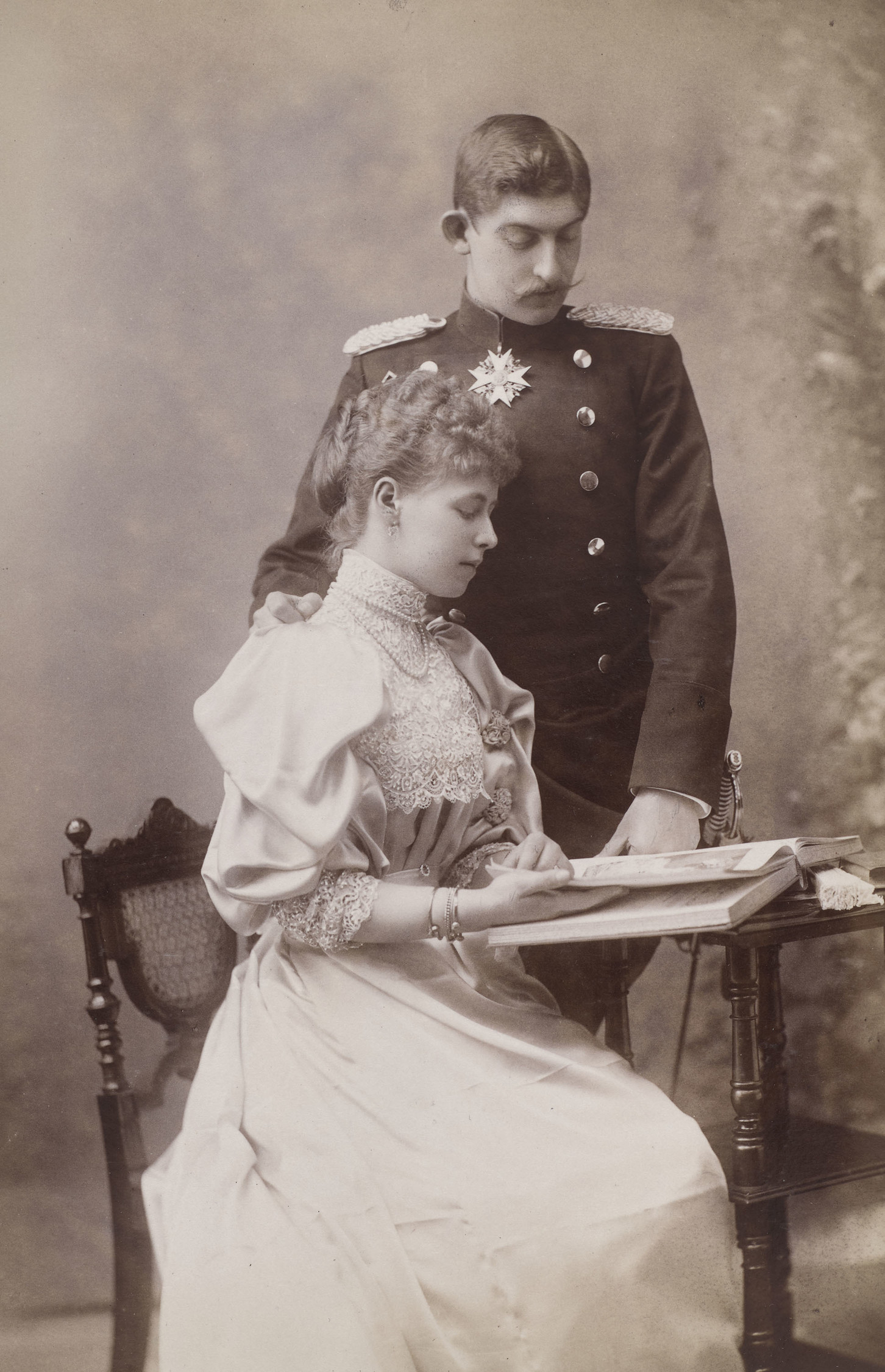
Maria e Ferdinando nel 1893.

Il 10 gennaio 1893, pochi mesi prima che il padre assumesse il titolo di Duca di Sassonia-Coburgo-Gotha, Maria sposò nel castello di Sigmaringen, il principe ereditario di Romania Ferdinando di Hohenzollern-Sigmaringen, futuro re con il nome di Ferdinando I, figlio del principe Leopoldo di Hohenzollern-Sigmaringen (1835-1905) e dell'infanta di Portogallo Antonia di Braganza (1845-1913).

### Le storie d'amore
Per Maria il matrimonio fu un punto d'arrivo importante, certo felice, ma contraddistinto da un marito di dieci anni più anziano di lei e con una predisposizione più al governo che alla famiglia.
Nel 1897, dopo il matrimonio ma quando ancora era principessa ereditaria, Maria ebbe una relazione romantica col luogotenente di cavalleria Gheorghe (Zizi) Cantacuzino, uomo di "piccola statura e bruno, non troppo bello, ma divertente" di 27 anni. Quella relazione fu uno scandalo scarsamente conosciuto ai più in quanto immediatamente coperto dal re Carlo I. Nell'autunno del 1897, al picco dello scandalo, alcune voci davano Maria come incinta e parevano essere confermate da un improvviso viaggio della principessa a Coburgo, presso la madre. Qui secondo alcuni Maria avrebbe dato alla luce un figlio che poi scomparve dalla storia. Alcuni storici hanno supposto che il bambino fosse nato morto o che fosse stato affidato a qualche orfanotrofio.
I pettegolezzi e storie riportate all'epoca, ipotizzarono anche che la figlia Maria avrebbe potuto essere figlia del granduca Boris Vladimirovich di Russia e che il figlio Nicola sarebbe stato figlio dell'amico americano Waldorf Astor.
Di quegli amori parlò con l'amica e ballerina statunitense Loïe Fuller, con la quale mantenne una stretta corrispondenza privata per quasi tutta la vita.

### Regina consorte di Romania
Nel 1914 Carlo I di Romania morì e così a succedergli fu il nipote Ferdinando I, assieme alla consorte la regina Maria, entrambi incoronati solo nel 1922, a causa dello scoppio della Prima guerra mondiale; con l'inizio del primo conflitto mondiale, il nuovo sovrano detenne una politica di neutralità, pesantemente criticata dal lontano cugino Guglielmo II di Germania, il quale riteneva che la Romania, governata da un ramo cadetto degli Hohenzollern, dinastia imperiale tedesca, dovesse aderire alla guerra a fianco degli Imperi Centrali. Questo non avvenne poiché nel 1916 la nazione rumena entrò nel conflitto al fianco della Triplice Intesa. 

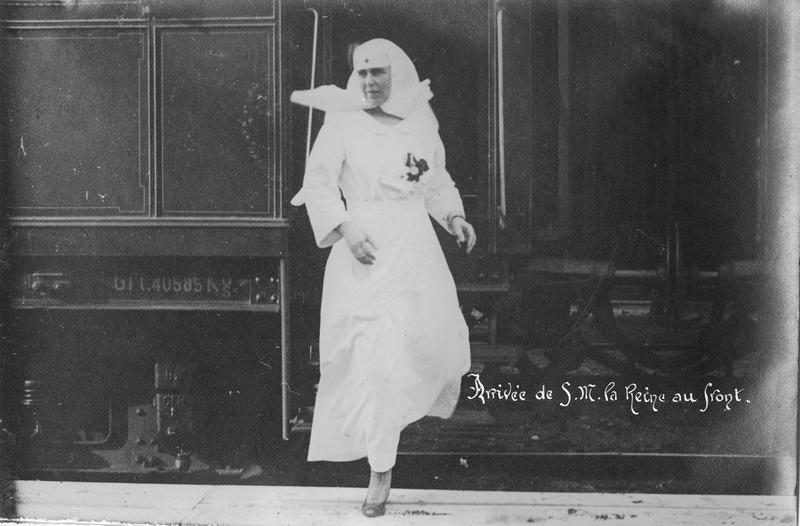
Maria in veste di infermiera.

Durante la guerra, la regina Maria prestò servizio come infermiera volontaria della Croce Rossa e, allo scopo di raccogliere fondi per l'associazione, scrisse e pubblicò un libro, "Il mio Paese". La sovrana divenne così molto popolare fra i suoi sudditi . Una volta finita la guerra, la Regina si recò personalmente a Versailles rappresentando la Romania e riuscendo a far ottenere al paese la regione della Transilvania, che, fino ad allora sotto il dominio austro-ungarico, era popolata da un grande numero di etnie rumene. Maria fu l'unica regina consorte a partecipare agli accordi francesi e fu la stessa sovrana a voler partecipare all'evento, si dice che affermò: "Devo andarci! La Romania abbisogna di un volto che la rappresenti, ed io sarò quel volto". Dopo Versailles, il Regno di Romania ottenne le regioni della Transilvania, la Bessarabia e la Bucovina settentrionale, aumentando il proprio territorio del 60%. Dopo questi eventi, Maria venne definita come Regina Soldatessa e inoltre la Regina si distinse come coraggiosa sovrana al punto da indurre scrittori come A.L. Easterman a descrivere così il governo rumeno: "Re Ferdinando è un uomo tranquillo, pacifico e con un carattere non significativo … Non è lui, ma Maria a governare la Romania".

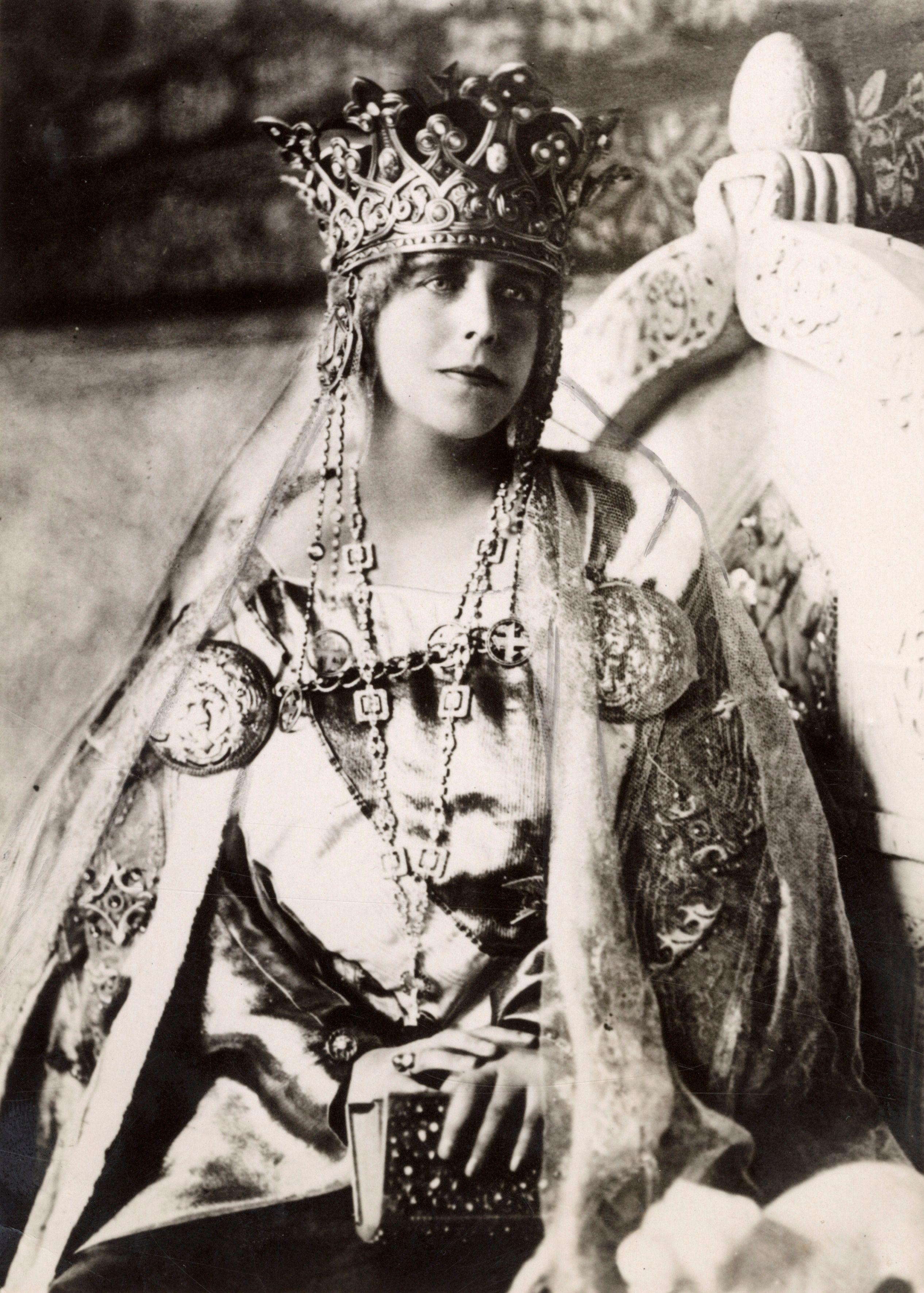
Maria incoronata nel 1922.

Ferdinando e Maria furono incoronati nel 1922 nella Cattedrale ortodossa di Alba Iulia, città che era stata annessa da poco annessa alla Romania, in quanto si trova nella regione della Transilvania. Negli anni successivi Maria visitò la Gran Bretagna, assieme al marito Ferdinando, e gli Stati Uniti assieme ad alcuni dei suoi figli .

### Vedovanza e morte
Il 20 luglio 1927 re Ferdinando I morì e così Maria divenne vedova; nel dicembre del 1925 il figlio Carlo aveva rinunciato al diritto al trono per lasciare il paese con l'amante Magda Lupescu, rendendo così il figlio Michele, avuto con la moglie Elena di Grecia, erede al trono, che divenne re di Romania con la morte di Ferdinando. Il piccolo sovrano fu affiancato da una Reggenza guidata dal Principe Nicola, secondo figlio maschio della regina Maria.
Dopo un periodo di lutto, la Regina ritornò sulla vita pubblica nel gennaio del 1928 e continuò a vivere in Romania. Scrisse un interessante memoriale intitolato Storia della mia vita. Nel 1930 il figlio maggiore ritornò a Bucarest e fu proclamato dal Parlamento quale re Carlo II di Romania. Maria spense i suoi ultimi anni nel Castello di Bran e in una villa a Balčik, oggi Bulgaria ma una volta territorio rumeno .

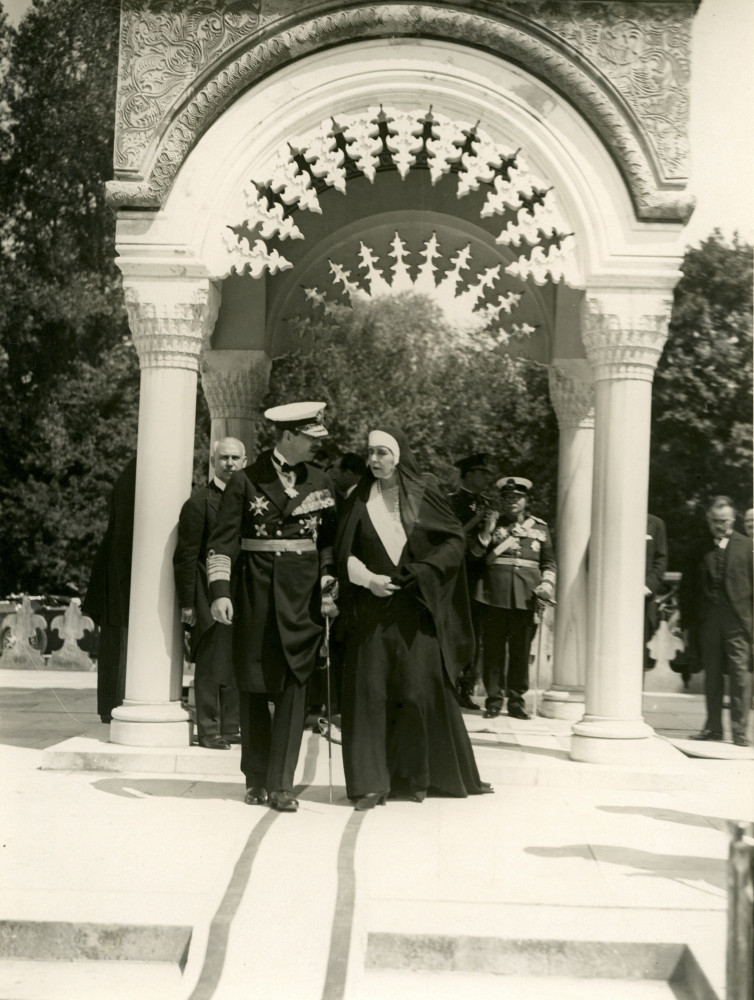
Maria e Carlo II, nel 1936.

Maria, regina di Romania morì a Sinaia il 18 luglio 1938, vittima di un tumore. Venne inumata al fianco di Ferdinando I nel monastero di Curtea de Arges.

## Le credenze religiose
Pur essendo cresciuta in ambiente anglicano, Maria per matrimonio aveva dovuto convertirsi alla Chiesa ortodossa romena che era la Religione di Stato in Romania.
Negli ultimi anni della vita, dopo avere incontrato Martha Root, una eminente insegnante bahai itinerante, aderì alla Fede Bahai divenendone una seguace e la prima monarca baha'i ad avere accettato il messaggio di Bahá'u'lláh.
Così si esprimeva sul suo nuovo Credo: «Dio, è Tutto, ogni cosa. Egli è la forza dietro ogni inizio … Sua è la voce dentro di noi che ci mostra il bene e il male. Ma per lo più noi ignoriamo o fraintendiamo questa voce … Perciò vennero i Profeti; perciò vennero Cristo, Muhammad, Bahá'u'lláh: perché di tanto in tanto l'uomo ha bisogno di una voce sulla terra che gli porti Iddio, che renda più acuta la percezione dell'esistenza del vero Dio. Quelle voci inviateci dovevano divenire carne, perché potessimo sentire e comprendere con le nostre orecchie terrene».

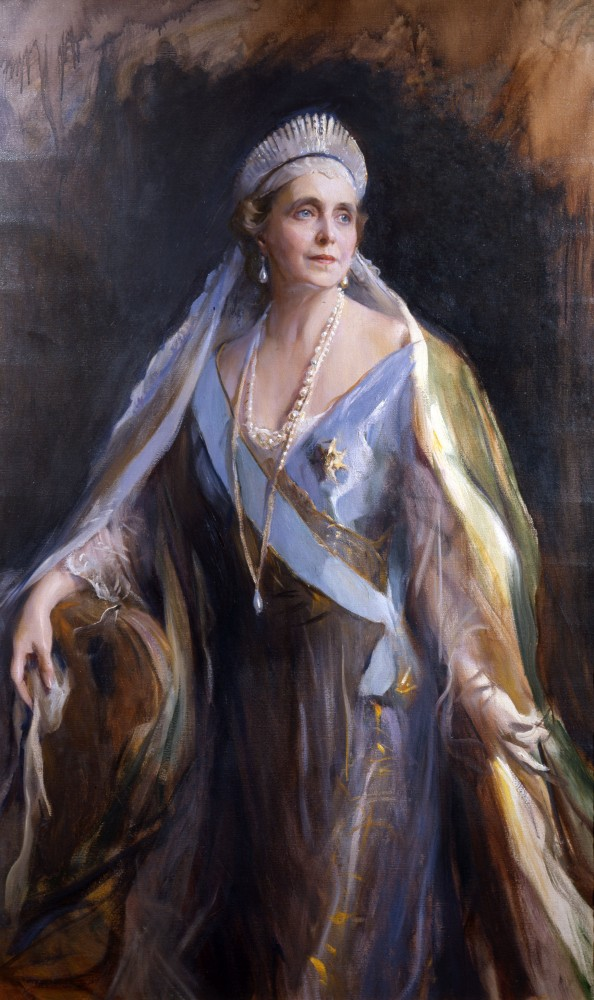
Maria, regina di Romania dipinta da Philip Alexius de László.

Della Religione bahá'í disse anche: «…ho scoperto nell'insegnamento bahá'í lo spirito reale di Cristo, così spesso negato e incompreso: unità invece che divisione, speranza invece di condanna, amore invece di odio, e grande rassicurazione per tutti gli uomini».

## Figli

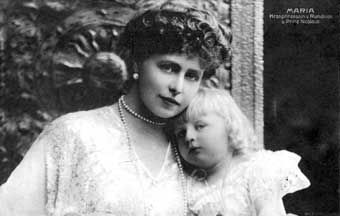
La regina Maria col figlio Nicola in una fotografia del 1900 circa.

Dal matrimonio con Ferdinando nacquero sei figli:
- Carlo, nato il 15 ottobre 1893 e morto il 4 aprile 1953, sposò Joanna "Zizi" Lambrino, in seconde nozze la principessa Elena di Grecia e infine Elena Lupescu;
- Elisabetta, nata il 12 ottobre 1894 e morta il 14 novembre 1956, sposò Giorgio II di Grecia;
- Maria, nata il 9 gennaio 1900 e morta il 22 giugno 1961, sposò Alessandro I di Jugoslavia;
- Nicola, nato il 18 agosto 1903 e morto il 9 giugno 1978, sposò Giovanna Dumitrescu-Doletti e in seconde nozze Teresa Figueira de Mello;
- Ileana, nata il 5 gennaio 1909 e morta il 21 gennaio 1991, sposò l'arciduca Antonio d'Austria e in seconde nozze Stefan Nikolas Issarescu;
- Mircea, nato il 3 gennaio 1913 e morto il 2 novembre 1916.

## Titoli e trattamento
- 29 ottobre 1875 - 10 gennaio 1893; Sua Altezza reale, Maria di Edimburgo, Principessa del Regno Unito di Gran Bretagna e Irlanda, Duchessa di Sassonia, Principessa di Sassonia-Coburgo e Gotha
- 10 gennaio 1893 - 10 ottobre 1914; Sua Altezza Reale, la Principessa ereditaria di Romania
- 10 ottobre 1914 - 20 luglio 1927; Sua Maestà, la Regina di Romania
- 20 luglio 1927 - 18 luglio 1938; Sua Maestà, la Regina Maria di Romania

## Ascendenza
|                                   |                    |                                       | Genitori                                        |  |  | Nonni |  |  | Bisnonni                            |  |  | Trisnonni                                       |  |
|                                   |                    |                                       |                                                 |  |  |       |  |  | Ernesto I di Sassonia-Coburgo-Gotha |  |  | Francesco Federico di Sassonia-Coburgo-Saalfeld |  |
|                                   |                    |                                       |                                                 |  |  |       |  |  | Ernesto I di Sassonia-Coburgo-Gotha |  |  | Francesco Federico di Sassonia-Coburgo-Saalfeld |  |
|                                   |                    | Augusta di Reuss-Ebersdorf            |                                                 |  |  |       |  |  | Ernesto I di Sassonia-Coburgo-Gotha |  |  |                                                 |  |
| Alberto di Sassonia-Coburgo-Gotha |                    |                                       |                                                 |  |  |       |  |  | Ernesto I di Sassonia-Coburgo-Gotha |  |  |                                                 |  |
|                                   |                    | Luisa di Sassonia-Gotha-Altenburg     | Augusto di Sassonia-Gotha-Altenburg             |  |  |       |  |  |                                     |  |  |                                                 |  |
|                                   |                    | Luisa di Sassonia-Gotha-Altenburg     | Augusto di Sassonia-Gotha-Altenburg             |  |  |       |  |  |                                     |  |  |                                                 |  |
|                                   |                    | Luisa di Sassonia-Gotha-Altenburg     | Luisa Carlotta di Meclemburgo-Schwerin          |  |  |       |  |  |                                     |  |  |                                                 |  |
| Alfredo di Sassonia-Coburgo-Gotha |                    | Luisa di Sassonia-Gotha-Altenburg     |                                                 |  |  |       |  |  |                                     |  |  |                                                 |  |
|                                   |                    | Edoardo Augusto di Hannover           | Giorgio III del Regno Unito                     |  |  |       |  |  |                                     |  |  |                                                 |  |
|                                   |                    | Edoardo Augusto di Hannover           | Giorgio III del Regno Unito                     |  |  |       |  |  |                                     |  |  |                                                 |  |
|                                   |                    | Edoardo Augusto di Hannover           | Carlotta di Meclemburgo-Strelitz                |  |  |       |  |  |                                     |  |  |                                                 |  |
| Vittoria del Regno Unito          |                    | Edoardo Augusto di Hannover           |                                                 |  |  |       |  |  |                                     |  |  |                                                 |  |
|                                   |                    | Vittoria di Sassonia-Coburgo-Saalfeld | Francesco Federico di Sassonia-Coburgo-Saalfeld |  |  |       |  |  |                                     |  |  |                                                 |  |
|                                   |                    | Vittoria di Sassonia-Coburgo-Saalfeld | Francesco Federico di Sassonia-Coburgo-Saalfeld |  |  |       |  |  |                                     |  |  |                                                 |  |
|                                   |                    | Vittoria di Sassonia-Coburgo-Saalfeld | Augusta di Reuss-Ebersdorf                      |  |  |       |  |  |                                     |  |  |                                                 |  |
| Maria di Edimburgo                |                    | Vittoria di Sassonia-Coburgo-Saalfeld |                                                 |  |  |       |  |  |                                     |  |  |                                                 |  |
|                                   | Nicola I di Russia | Paolo I di Russia                     |                                                 |  |  |       |  |  |                                     |  |  |                                                 |  |
|                                   | Nicola I di Russia | Paolo I di Russia                     |                                                 |  |  |       |  |  |                                     |  |  |                                                 |  |
|                                   | Nicola I di Russia | Sofia Dorotea di Württemberg          |                                                 |  |  |       |  |  |                                     |  |  |                                                 |  |
| Alessandro II di Russia           | Nicola I di Russia |                                       |                                                 |  |  |       |  |  |                                     |  |  |                                                 |  |
|                                   |                    | Carlotta di Prussia                   | Federico Guglielmo III di Prussia               |  |  |       |  |  |                                     |  |  |                                                 |  |
|                                   |                    | Carlotta di Prussia                   | Federico Guglielmo III di Prussia               |  |  |       |  |  |                                     |  |  |                                                 |  |
|                                   |                    | Carlotta di Prussia                   | Luisa di Meclemburgo-Strelitz                   |  |  |       |  |  |                                     |  |  |                                                 |  |
| Maria Aleksandrovna di Russia     |                    | Carlotta di Prussia                   |                                                 |  |  |       |  |  |                                     |  |  |                                                 |  |
|                                   |                    | Luigi II d'Assia e del Reno           | Luigi I d'Assia e del Reno                      |  |  |       |  |  |                                     |  |  |                                                 |  |
|                                   |                    | Luigi II d'Assia e del Reno           | Luigi I d'Assia e del Reno                      |  |  |       |  |  |                                     |  |  |                                                 |  |
|                                   |                    | Luigi II d'Assia e del Reno           | Luisa d'Assia-Darmstadt                         |  |  |       |  |  |                                     |  |  |                                                 |  |
| Maria d'Assia e del Reno          |                    | Luigi II d'Assia e del Reno           |                                                 |  |  |       |  |  |                                     |  |  |                                                 |  |
|                                   |                    | Guglielmina di Baden                  | Carlo Luigi di Baden                            |  |  |       |  |  |                                     |  |  |                                                 |  |
|                                   |                    | Guglielmina di Baden                  | Carlo Luigi di Baden                            |  |  |       |  |  |                                     |  |  |                                                 |  |
|                                   |                    | Guglielmina di Baden                  | Amalia d'Assia-Darmstadt                        |  |  |       |  |  |                                     |  |  |                                                 |  |
|                                   |                    | Guglielmina di Baden                  |                                                 |  |  |       |  |  |                                     |  |  |                                                 |  |

## Antenati
|                                   |                    |                                       | Genitori                                        |  |  | Nonni |  |  | Bisnonni                            |  |  | Trisnonni                                       |  |
|                                   |                    |                                       |                                                 |  |  |       |  |  | Ernesto I di Sassonia-Coburgo-Gotha |  |  | Francesco Federico di Sassonia-Coburgo-Saalfeld |  |
|                                   |                    |                                       |                                                 |  |  |       |  |  | Ernesto I di Sassonia-Coburgo-Gotha |  |  | Francesco Federico di Sassonia-Coburgo-Saalfeld |  |
|                                   |                    | Augusta di Reuss-Ebersdorf            |                                                 |  |  |       |  |  | Ernesto I di Sassonia-Coburgo-Gotha |  |  |                                                 |  |
| Alberto di Sassonia-Coburgo-Gotha |                    |                                       |                                                 |  |  |       |  |  | Ernesto I di Sassonia-Coburgo-Gotha |  |  |                                                 |  |
|                                   |                    | Luisa di Sassonia-Gotha-Altenburg     | Augusto di Sassonia-Gotha-Altenburg             |  |  |       |  |  |                                     |  |  |                                                 |  |
|                                   |                    | Luisa di Sassonia-Gotha-Altenburg     | Augusto di Sassonia-Gotha-Altenburg             |  |  |       |  |  |                                     |  |  |                                                 |  |
|                                   |                    | Luisa di Sassonia-Gotha-Altenburg     | Luisa Carlotta di Meclemburgo-Schwerin          |  |  |       |  |  |                                     |  |  |                                                 |  |
| Alfredo di Sassonia-Coburgo-Gotha |                    | Luisa di Sassonia-Gotha-Altenburg     |                                                 |  |  |       |  |  |                                     |  |  |                                                 |  |
|                                   |                    | Edoardo Augusto di Hannover           | Giorgio III del Regno Unito                     |  |  |       |  |  |                                     |  |  |                                                 |  |
|                                   |                    | Edoardo Augusto di Hannover           | Giorgio III del Regno Unito                     |  |  |       |  |  |                                     |  |  |                                                 |  |
|                                   |                    | Edoardo Augusto di Hannover           | Carlotta di Meclemburgo-Strelitz                |  |  |       |  |  |                                     |  |  |                                                 |  |
| Vittoria del Regno Unito          |                    | Edoardo Augusto di Hannover           |                                                 |  |  |       |  |  |                                     |  |  |                                                 |  |
|                                   |                    | Vittoria di Sassonia-Coburgo-Saalfeld | Francesco Federico di Sassonia-Coburgo-Saalfeld |  |  |       |  |  |                                     |  |  |                                                 |  |
|                                   |                    | Vittoria di Sassonia-Coburgo-Saalfeld | Francesco Federico di Sassonia-Coburgo-Saalfeld |  |  |       |  |  |                                     |  |  |                                                 |  |
|                                   |                    | Vittoria di Sassonia-Coburgo-Saalfeld | Augusta di Reuss-Ebersdorf                      |  |  |       |  |  |                                     |  |  |                                                 |  |
| Maria di Edimburgo                |                    | Vittoria di Sassonia-Coburgo-Saalfeld |                                                 |  |  |       |  |  |                                     |  |  |                                                 |  |
|                                   | Nicola I di Russia | Paolo I di Russia                     |                                                 |  |  |       |  |  |                                     |  |  |                                                 |  |
|                                   | Nicola I di Russia | Paolo I di Russia                     |                                                 |  |  |       |  |  |                                     |  |  |                                                 |  |
|                                   | Nicola I di Russia | Sofia Dorotea di Württemberg          |                                                 |  |  |       |  |  |                                     |  |  |                                                 |  |
| Alessandro II di Russia           | Nicola I di Russia |                                       |                                                 |  |  |       |  |  |                                     |  |  |                                                 |  |
|                                   |                    | Carlotta di Prussia                   | Federico Guglielmo III di Prussia               |  |  |       |  |  |                                     |  |  |                                                 |  |
|                                   |                    | Carlotta di Prussia                   | Federico Guglielmo III di Prussia               |  |  |       |  |  |                                     |  |  |                                                 |  |
|                                   |                    | Carlotta di Prussia                   | Luisa di Meclemburgo-Strelitz                   |  |  |       |  |  |                                     |  |  |                                                 |  |
| Maria Aleksandrovna di Russia     |                    | Carlotta di Prussia                   |                                                 |  |  |       |  |  |                                     |  |  |                                                 |  |
|                                   |                    | Luigi II d'Assia e del Reno           | Luigi I d'Assia e del Reno                      |  |  |       |  |  |                                     |  |  |                                                 |  |
|                                   |                    | Luigi II d'Assia e del Reno           | Luigi I d'Assia e del Reno                      |  |  |       |  |  |                                     |  |  |                                                 |  |
|                                   |                    | Luigi II d'Assia e del Reno           | Luisa d'Assia-Darmstadt                         |  |  |       |  |  |                                     |  |  |                                                 |  |
| Maria d'Assia e del Reno          |                    | Luigi II d'Assia e del Reno           |                                                 |  |  |       |  |  |                                     |  |  |                                                 |  |
|                                   |                    | Guglielmina di Baden                  | Carlo Luigi di Baden                            |  |  |       |  |  |                                     |  |  |                                                 |  |
|                                   |                    | Guglielmina di Baden                  | Carlo Luigi di Baden                            |  |  |       |  |  |                                     |  |  |                                                 |  |
|                                   |                    | Guglielmina di Baden                  | Amalia d'Assia-Darmstadt                        |  |  |       |  |  |                                     |  |  |                                                 |  |
|                                   |                    | Guglielmina di Baden                  |                                                 |  |  |       |  |  |                                     |  |  |                                                 |  |

## Opere
- Il mio diario di guerra, traduzione di Mario Borsa, Milano, Mondadori, 1937, SBN LO10052863.
- Silvia Storti Shelyta (a cura di), La storia della mia vita [The Story of my Life], collana Memorie, Milano, Rediviva, 2022  [1934], ISBN 978-88-97908-70-8.
- (EN) The Lily of Life, illustrazioni di Helen Stratton, con una prefazione di Carmen Sylva, Londra-New York, Hodder & Stoughton, 1913. URL consultato il 15 marzo 2023.[14]
- (DE, EN) Carmen Sylva (Regina Elisabetta di Romania) e Maria di Romania, The Child of the Sun: Royal Fairy Tales and Essays by the Queens of Romania, Elisabeth  and Marie, a cura di Silvia Irina Zimmermann, Serie del "Centro ricerca Carmen Sylva"―Archivio principesco di Wied, vol. 9, Stoccarda, Ibidem-Verlag (Ibidem Press), 2020, ISBN 978-3-8382-1393-4.[15]